# 24 Ore di Le Mans 2023
La 24 Ore di Le Mans 2023 è stata la 91ª edizione della maratona automobilistica francese, svoltasi nel 100º anniversario della prima edizione tenuta nel 1923, organizzata dall'A.C.O. (Automobile Club de l'Ouest), e ha avuto luogo sul Circuit de la Sarthe. Si tratta inoltre del quarto appuntamento del mondiale endurance 2023. La gara si è tenuta sul circuito francese tra il 10 e l'11 giugno.

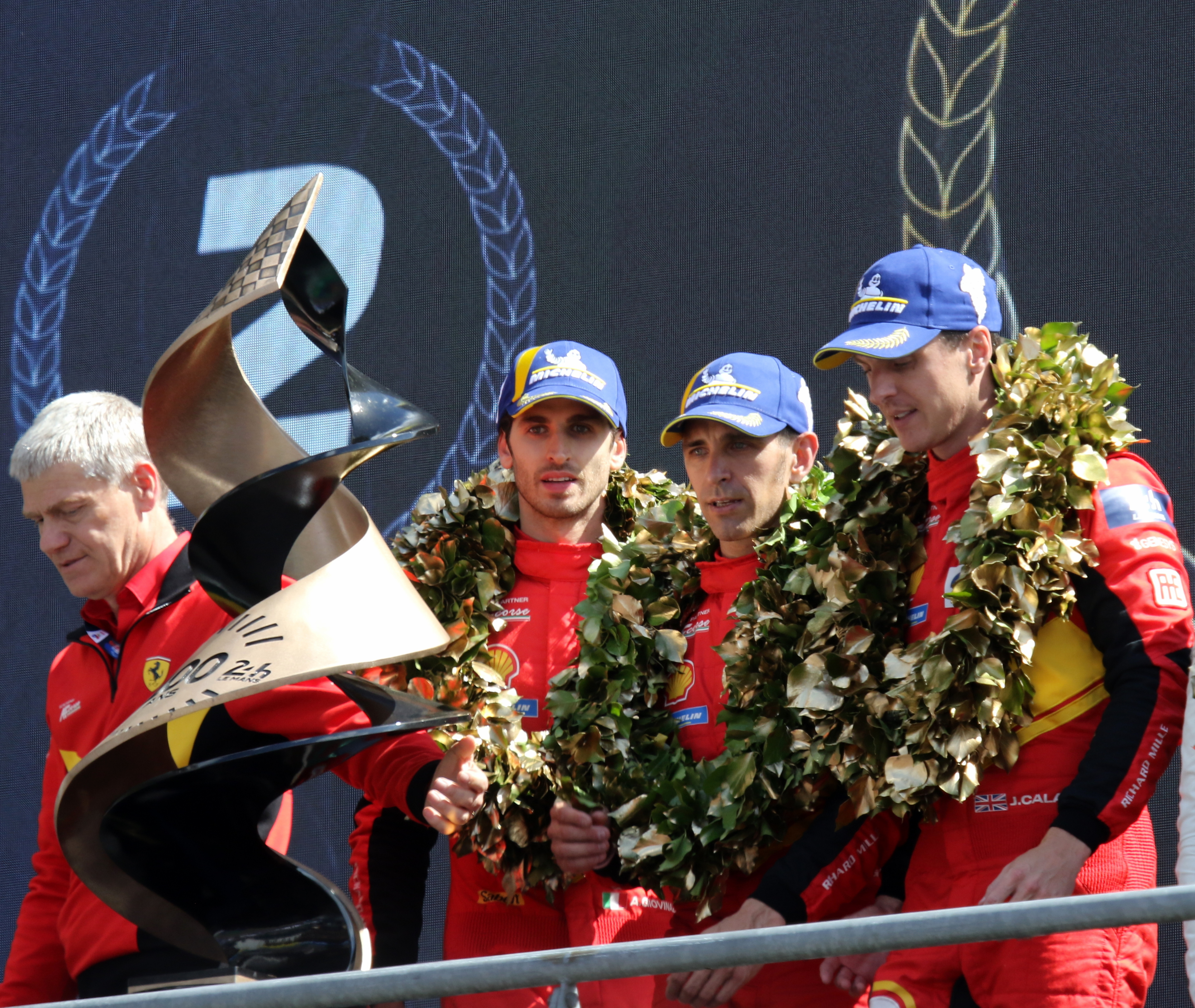
L'equipaggio Giovinazzi-Pier Guidi-Calado di Ferrari AF Corse, premiato sul podio per la vittoria assoluta con la 499P: il Cavallino, tornato a competere in top class dopo mezzo secolo, ritorna alla vittoria a Le Mans dopo 58 anni.

## Programma
| Data                | Ora locale (CEST) | Evento         |
| ------------------- | ----------------- | -------------- |
| Mercoledì, 7 giugno | 14:00             | Prove libere 1 |
| Mercoledì, 7 giugno | 19:00             | Qualifiche     |
| Mercoledì, 7 giugno | 22:00             | Prove libere 2 |
| Giovedì, 8 giugno   | 15:00             | Prove libere 3 |
| Giovedì, 8 giugno   | 20:00             | Hyperpole      |
| Giovedì, 8 giugno   | 22:00             | Prove libere 4 |
| Sabato, 10 giugno   | 16:00             | Gara           |

## Ammissioni automatiche
Le squadre che hanno vinto la loro classe nella 24 Ore di Le Mans del 2022 o campionati nella European Le Mans Series (ELMS), nella Asian Le Mans Series (ALMS) e nella Michelin Le Mans Cup (MLMC) hanno ottenuto inviti all'ingresso automatico. Anche i secondi classificati nell'ELMS 2022 nei campionati LMP2 e LMGTE hanno ottenuto ciascuno un invito automatico. Due partecipanti dell'IMSA SportsCar Championship (WTSC) sono stati scelti dall'ACO come iscrizioni automatiche, indipendentemente dalla loro prestazione o categoria. Le squadre che guadagnavano ingressi automatici in LMP2 potevano cambiare le loro auto rispetto all'anno precedente ma non la loro categoria. I team ELMS LMGTE e ALMS GT che guadagnavano ingressi automatici potevano usarli in LMGTE-Pro o LMGTE-Am. Ai campioni LMP3 europeo e asiatico (prototipi Le Mans 3) è stato imposto di schierare una LMP2. Il campione Michelin Le Mans Cup Group GT3 (GT3) è stato limitato alla categoria LMGTE Am.
| Motivo invitato                                   | Hypercar              | LMP2            | LMGTE Am               |
| ------------------------------------------------- | --------------------- | --------------- | ---------------------- |
| 1° nella European Le Mans Series (LMP2 e LMGTE)   |                       | Prema Racing    | Proton Competition     |
| 2° nella European Le Mans Series (LMP2 and LMGTE) | Panis Racing          | Kessel Racing   |                        |
| 1° nella European Le Mans Series (LMP3)           | Cool Racing           |                 |                        |
| 3° nella European Le Mans Series(LMGTE)           |                       | Iron Lynx       |                        |
| Campionato IMSA WeatherTech SportsCar             | Action Express Racing | John Farano     | Ryan Hardwick          |
| 1° nella Asian Le Mans Series (LMP2 and GT)       |                       | DKR Engineering | Walkenhorst Motorsport |
| 1° nella Asian Le Mans Series (LMP3)              | Graff Racing          |                 |                        |
| 1° nella Michelin Le Mans Cup (GT3)               |                       | GMB Motorsport  |                        |

### Lista d'ingresso
Le iscrizioni alla LMP2 Pro-Am Cup, riservate alle squadre con un pilota classificato Bronzo nella loro formazione, sono contrassegnate dall'icona.
| Icona | Serie                             |
| ----- | --------------------------------- |
| WEC   | Campionato Mondiale Endurance FIA |
| ELMS  | Serie Europea di Le Mans          |
| ALMS  | Serie asiatica di Le Mans         |
| WTSC  | Campionato WeatherTech SportsCar  |
| 24LM  | Solo 24 Ore di Le Mans            |
| Icona | VARIE                             |
| P2    | LMP2                              |
| PA    | Coppa LMP2 Pro-Am                 |

## Partecipanti
Di seguito l'elenco dei partecipanti:
| No. | Squadra                   | Auto                   | Pneumatici | Pilota 1               | Pilota 2           | Pilota 3             |
| --- | ------------------------- | ---------------------- | ---------- | ---------------------- | ------------------ | -------------------- |
| 2   | Cadillac Racing           | Cadillac V-LMDh        | M          | Earl Bamber            | Alex Lynn          | Richard Westbrook    |
| 3   | Cadillac Racing           | Cadillac V-LMDh        | M          | Sébastien Bourdais     | Scott Dixon        | Renger van der Zande |
| 4   | Floyd Vanwall Racing Team | Vanwall Vandervell 680 | M          | Tom Dillmann           | Esteban Guerrieri  | Tristan Vautier      |
| 5   | Porsche Penske Motorsport | Porsche 963            | M          | Michael Christensen    | Dane Cameron       | Frédéric Makowiecki  |
| 6   | Porsche Penske Motorsport | Porsche 963            | M          | André Lotterer         | Laurens Vanthoor   | Kévin Estre          |
| 7   | Toyota Gazoo Racing       | Toyota GR010 Hybrid    | M          | Mike Conway            | Kamui Kobayashi    | José María López     |
| 8   | Toyota Gazoo Racing       | Toyota GR010 Hybrid    | M          | Sébastien Buemi        | Brendon Hartley    | Ryō Hirakawa         |
| 38  | Hertz Team Jota           | Porsche 963            | M          | António Félix da Costa | Will Stevens       | Ye Yifei             |
| 50  | Ferrari AF Corse          | Ferrari 499P           | M          | Antonio Fuoco          | Nicklas Nielsen    | Miguel Molina        |
| 51  | Ferrari AF Corse          | Ferrari 499P           | M          | Alessandro Pier Guidi  | Antonio Giovinazzi | James Calado         |
| 75  | Porsche Penske Motorsport | Porsche 963            | M          | Felipe Nasr            | Mathieu Jaminet    | Nick Tandy           |
| 93  | Peugeot TotalEnergies     | Peugeot 9X8            | M          | Mikkel Jensen          | Jean-Éric Vergne   | Paul di Resta        |
| 94  | Peugeot TotalEnergies     | Peugeot 9X8            | M          | Nico Müller            | Gustavo Menezes    | Loïc Duval           |
| 311 | Action Express Racing     | Cadillac V-LMDh        | M          | Pipo Derani            | Jack Aitken        | Alexander Sims       |
| 708 | Glickenhaus Racing        | Glickenhaus 007 LMH    | M          | Romain Dumas           | Ryan Briscoe       | Olivier Pla          |
| 709 | Glickenhaus Racing        | Glickenhaus 007 LMH    | M          | Franck Mailleux        | Esteban Gutiérrez  | Nathanaël Berthon    |

| No. | Squadra                   | Auto            | Pneumatici | Pilota 1            | Pilota 2                 | Pilota 3           |
| --- | ------------------------- | --------------- | ---------- | ------------------- | ------------------------ | ------------------ |
| 9   | Prema Team                | Oreca 07-Gibson | G          | Juan Manuel Correa  | Bent Viscaal             | Filip Ugran        |
| 10  | Vector Sport              | Oreca 07-Gibson | G          | Ryan Cullen         | Gabriel Aubry            | Matthias Kaiser    |
| 13  | Tower Motorsports         | Oreca 07-Gibson | G          | John Farano         | René Rast                | Ricky Taylor       |
| 14  | Nielsen Racing            | Oreca 07-Gibson | G          | Mathias Beche       | Ben Hanley               | Rodrigo Sales      |
| 22  | United Autosports         | Oreca 07-Gibson | G          | Filipe Albuquerque  | Philip Hanson            | Frederick Lubin    |
| 23  | United Autosports         | Oreca 07-Gibson | G          | Tom Blomqvist       | Oliver Jarvis            | Josh Pierson       |
| 28  | Jota Sport                | Oreca 07-Gibson | G          | Pietro Fittipaldi   | David Heinemeier Hansson | Oliver Rasmussen   |
| 30  | Duqueine Team             | Oreca 07-Gibson | G          | René Binder         | Neel Jani                | Nico Pino          |
| 31  | Team WRT                  | Oreca 07-Gibson | G          | Robin Frijns        | Sean Gelael              | Ferdinand Habsburg |
| 32  | Inter Europol Competition | Oreca 07-Gibson | G          | Anders Fjordbach    | Mark Kvamme              | Jan Magnussen      |
| 34  | Inter Europol Competition | Oreca 07-Gibson | G          | Fabio Scherer       | Jakub Śmiechowski        | Albert Costa       |
| 35  | Alpine ELF Team           | Alpine A470     | G          | Olli Caldwell       | André Negrão             | Memo Rojas         |
| 36  | Alpine ELF Team           | Alpine A470     | G          | Charles Milesi      | Matthieu Vaxivière       | Julien Canal       |
| 37  | Cool Racing               | Oreca 07-Gibson | G          | Alexandre Coigny    | Malthe Jakobsen          | Nicolas Lapierre   |
| 39  | Graff Racing              | Oreca 07-Gibson | G          | Giedo van der Garde | Roberto Lacorte          | Patrick Pilet      |
| 41  | Team WRT                  | Oreca 07-Gibson | G          | Rui Andrade         | Robert Kubica            | Louis Delétraz     |
| 43  | DKR Engineering           | Oreca 07-Gibson | G          | Maxime Martin       | Tom van Rompuy           | Ugo de Wilde       |
| 45  | Algarve Pro Racing        | Oreca 07-Gibson | G          | James Allen         | Colin Braun              | George Kurtz       |
| 47  | Cool Racing               | Oreca 07-Gibson | G          | Reshad de Gerus     | Vladislav Lomko          | Simon Pagenaud     |
| 48  | IDEC Sport                | Oreca 07-Gibson | G          | Paul-Loup Chatin    | Laurents Hörr            | Paul Lafargue      |
| 63  | Prema Team                | Oreca 07-Gibson | G          | Doriane Pin         | Mirko Bortolotti         | Daniil Kvjat       |
| 65  | Panis Racing              | Oreca 07-Gibson | G          | Tijmen van der Helm | Manuel Maldonado         | Job van Uitert     |
| 80  | AF Corse                  | Oreca 07-Gibson | G          | Ben Barnicoat       | Norman Nato              | François Perrodo   |
| 923 | Racing Team Turkey        | Oreca 07-Gibson | G          | Tom Gamble          | Dries Vanthoor           | Salih Yoluç        |

| No. | Squadra                | Auto                     | Pneumatici | Pilota 1            | Pilota 2              | Pilota 3           |
| --- | ---------------------- | ------------------------ | ---------- | ------------------- | --------------------- | ------------------ |
| 16  | Proton Competition     | Porsche 911 RSR-19       | M          | Ryan Hardwick       | Jan Heylen            | Zacharie Robichon  |
| 21  | AF Corse               | Ferrari 488 GTE Evo      | M          | Simon Mann          | Ulysse de Pauw        | Julien Piguet      |
| 25  | ORT By TF Sport        | Aston Martin Vantage AMR | M          | Ahmad Al Harthy     | Michael Dinan         | Charlie Eastwood   |
| 33  | Corvette Racing        | Chevrolet Corvette C8.R  | M          | Nicky Catsburg      | Ben Keating           | Nicolás Varrone    |
| 54  | AF Corse               | Ferrari 488 GTE Evo      | M          | Davide Rigon        | Francesco Castellacci | Thomas Flohr       |
| 55  | GMB Motorsport         | Aston Martin Vantage AMR | M          | Gustav Birch        | Jens Reno Møller      | Marco Sørensen     |
| 56  | Team Project 1         | Porsche 911 RSR-19       | M          | P. J. Hyett         | Gunnar Jeannette      | Matteo Cairoli     |
| 57  | Kessel Racing          | Ferrari 488 GTE Evo      | M          | Scott Huffaker      | Takeshi Kimura        | Daniel Serra       |
| 60  | Iron Lynx              | Porsche 911 RSR-19       | M          | Matteo Cressoni     | Alessio Picariello    | Claudio Schiavoni  |
| 66  | JMW Motorsport         | Ferrari 488 GTE Evo      | M          | Thomas Neubauer     | Giacomo Petrobelli    | Louis Prette       |
| 72  | TF Sport               | Aston Martin Vantage AMR | M          | Valentin Hasse-Clot | Arnold Robin          | Maxime Robin       |
| 74  | Kessel Racing          | Ferrari 488 GTE Evo      | M          | Kei Cozzolino       | Yorikatsu Tsujiko     | Naoki Yokomizo     |
| 77  | Dempsey-Proton Racing  | Porsche 911 RSR-19       | M          | Christian Ried      | Mikkel O. Pedersen    | Julien Andlauer    |
| 83  | Richard Mille AF Corse | Ferrari 488 GTE Evo      | M          | Luis Perez Companc  | Lilou Wadoux          | Alessio Rovera     |
| 85  | Iron Dames             | Porsche 911 RSR-19       | M          | Sarah Bovy          | Rahel Frey            | Michelle Gatting   |
| 86  | GR Racing              | Porsche 911 RSR-19       | M          | Ben Barker          | Riccardo Pera         | Michael Wainwright |
| 88  | Proton Competition     | Porsche 911 RSR-19       | M          | Jonas Ried          | Harry Tincknell       | Don Yount          |
| 98  | Northwest AMR          | Aston Martin Vantage AMR | M          | Daniel Mancinelli   | Ian James             | Alex Riberas       |
| 100 | Walkenhorst Motorsport | Ferrari 488 GTE Evo      | M          | Andrew Haryanto     | Chandler Hull         | Jeff Segal         |
| 777 | D'station Racing       | Aston Martin Vantage AMR | M          | Tomonobu Fujii      | Satoshi Hoshino       | Casper Stevenson   |
| 911 | Proton Competition     | Porsche 911 RSR-19       | M          | Michael Fassbender  | Richard Lietz         | Martin Rump        |

| No. | Squadra              | Auto             | Pneumatici | Pilota 1      | Pilota 2       | Pilota 3          |
| --- | -------------------- | ---------------- | ---------- | ------------- | -------------- | ----------------- |
| 24  | Hendrick Motorsports | Chevrolet Camaro | G          | Jenson Button | Jimmie Johnson | Mike Rockenfeller |

## Risultati delle prove
Equipaggi con il miglior tempo nella propria categoria
Prove libere 1
| No. | Squadra             | Categoria | Auto                     | Tempo    |
| --- | ------------------- | --------- | ------------------------ | -------- |
| 8   | Toyota Gazoo Racing | Hypercar  | Toyota GR010 Hybrid      | 3:27.742 |
| 28  | Jota                | LMP2      | Oreca 07                 | 3:34.579 |
| 55  | TF Sport            | LMGTE Am  | Aston Martin Vantage AMR | 3:55.506 |

Prove libere 2
| No. | Squadra                   | Categoria | Auto                | Tempo    |
| --- | ------------------------- | --------- | ------------------- | -------- |
| 6   | Porsche Penske Motorsport | Hypercar  | Porsche 963         | 3'28.878 |
| 63  | Prema Team                | LMP2      | Oreca 07            | 3'36.863 |
| 74  | Kessel Racing             | LMGTE Am  | Ferrari 488 GTE EVO | 3'53.796 |

Prove libere 3
| No. | Squadra  | Categoria | Auto                | Tempo    |
| --- | -------- | --------- | ------------------- | -------- |
| 50  | AF Corse | Hypercar  | Ferrari 499P        | 3'26.579 |
| 28  | Jota     | LMP2      | Oreca 07            | 3'34.071 |
| 54  | AF Corse | LMGTE Am  | Ferrari 488 GTE EVO | 3'53.681 |

Prove libere 4
| No. | Squadra            | Categoria | Auto                | Tempo    |
| --- | ------------------ | --------- | ------------------- | -------- |
| 51  | AF Corse           | Hypercar  | Ferrari 499P        | 3'27.275 |
| 923 | Racing Team Turkey | LMP2      | Oreca 07            | 3'36.229 |
| 66  | JMW Motorsport     | LMGTE Am  | Ferrari 488 GTE EVO | 3'52.965 |

## Risultati delle qualifiche
| No. | Squadra  | Categoria | Auto            | Tempo    |
| --- | -------- | --------- | --------------- | -------- |
| 50  | AF Corse | Hypercar  | Ferrari 499P    | 3:25.213 |
| 28  | Jota     | LMP2      | Oreca 07-Gibson | 3:34.751 |
| 83  | AF Corse | LMGTE Am  | Ferrari 488 GTE | 3:51.877 |

| No. | Squadra         | Categoria | Auto                    | Tempo    |
| --- | --------------- | --------- | ----------------------- | -------- |
| 50  | AF Corse        | Hypercar  | Ferrari 499P            | 3:22.982 |
| 48  | Idec Sport      | LMP2      | Oreca 07-Gibson         | 3:32.923 |
| 33  | Corvette Racing | LMGTE Am  | Chevrolet Corvette C8.R | 3:52.376 |

## Risultati di gara
Di seguito l'ordine di arrivo:
| Pos. | No.  | Classe   | Team                      | Auto                     | Giri |
| ---- | ---- | -------- | ------------------------- | ------------------------ | ---- |
| 1    | #51  | Hypercar | Ferrari AF Corse          | Ferrari 499P             | 342  |
| 2    | #8   | Hypercar | Toyota Gazoo Racing       | Toyota GR010 Hybrid      | 342  |
| 3    | #2   | Hypercar | Cadillac Racing           | Cadillac V-LMDh          | 341  |
| 4    | #3   | Hypercar | Cadillac Racing           | Cadillac V-LMDh          | 340  |
| 5    | #50  | Hypercar | Ferrari AF Corse          | Ferrari 499P             | 337  |
| 6    | #708 | Hypercar | Glickenhaus Racing        | Glickenhaus 007 LMH      | 335  |
| 7    | #709 | Hypercar | Glickenhaus Racing        | Glickenhaus 007 LMH      | 333  |
| 8    | #93  | Hypercar | Peugeot TotalEnergies     | Peugeot 9X8              | 330  |
| 9    | #34  | LMP2     | Inter Europol Competition | Oreca 07-Gibson          | 328  |
| 10   | #41  | LMP2     | Team WRT                  | Oreca 07-Gibson          | 328  |
| 11   | #30  | LMP2     | Duqueine Team             | Oreca 07-Gibson          | 327  |
| 12   | #36  | LMP2     | Alpine ELF Team           | Alpine A470              | 327  |
| 13   | #31  | LMP2     | Team WRT                  | Oreca 07-Gibson          | 327  |
| 14   | #48  | LMP2     | IDEC Sport                | Oreca 07-Gibson          | 327  |
| 15   | #10  | LMP2     | Vector Sport              | Oreca 07-Gibson          | 325  |
| 16   | #5   | Hypercar | Porsche Penske Motorsport | Porsche 963              | 325  |
| 17   | #311 | Hypercar | Action Express Racing     | Cadillac V-LMDh          | 324  |
| 18   | #23  | LMP2     | United Autosports         | Oreca 07-Gibson          | 323  |
| 19   | #35  | LMP2     | Alpine ELF Team           | Alpine A470              | 322  |
| 20   | #45  | LMP2     | Algarve Pro Racing        | Oreca 07-Gibson          | 322  |
| 21   | 22   | LMP2     | United Autosports         | Oreca 07-Gibson          | 321  |
| 22   | #6   | Hypercar | Porsche Penske Motorsport | Porsche 963              | 320  |
| 23   | #37  | LMP2     | Cool Racing               | Oreca 07-Gibson          | 317  |
| 24   | #28  | LMP2     | Jota Sport                | Oreca 07-Gibson          | 316  |
| 25   | #65  | LMP2     | Panis Racing              | Oreca 07-Gibson          | 316  |
| 26   | #33  | LMGTE Am | Corvette Racing           | Chevrolet Corvette C8.R  | 313  |
| 27   | #94  | Hypercar | Peugeot TotalEnergies     | Peugeot 9X8              | 312  |
| 28   | #25  | LMGTE Am | ORT By TF Sport           | Aston Martin Vantage AMR | 312  |
| 29   | #86  | LMGTE Am | GR Racing                 | Porsche 911 RSR-19       | 312  |
| 30   | #85  | LMGTE Am | Iron Dames                | Porsche 911 RSR-19       | 312  |
| 31   | #54  | LMGTE Am | AF Corse                  | Ferrari 488 GTE Evo      | 312  |
| 32   | #43  | LMP2     | DKR Engineering           | Oreca 07-Gibson          | 311  |
| 33   | #98  | LMGTE Am | Northwest AMR             | Aston Martin Vantage AMR | 310  |
| 34   | #9   | LMP2     | Prema Team                | Oreca 07-Gibson          | 310  |
| 35   | #56  | LMGTE Am | Team Project 1            | Porsche 911 RSR-19       | 309  |
| 36   | #100 | LMGTE Am | Walkenhorst Motorsport    | Ferrari 488 GTE Evo      | 307  |
| 37   | #39  | LMP2     | Graff Racing              | Oreca 07-Gibson          | 303  |
| 38   | #74  | LMGTE Am | Kessel Racing             | Ferrari 488 GTE Evo      | 303  |
| 39   | #24  | CDNT     | Hendrick Motorsports      | Chevrolet Camaro         | 285  |
| 40   | #38  | Hypercar | Hertz Team Jota           | Porsche 963              | 244  |
| 41   | #57  | LMGTE Am | Kessel Racing             | Ferrari 488 GTE Evo      | 254  |
| 42   | #911 | LMGTE Am | Proton Competition        | Porsche 911 RSR-19       | 246  |
| 43   | #80  | LMP2     | AF Corse                  | Oreca 07-Gibson          | 183  |
| 44   | #88  | LMGTE Am | Proton Competition        | Porsche 911 RSR-19       | 170  |
| 45   | #4   | Hypercar | Floyd Vanwall Racing Team | Vanwall Vandervell 680   | 165  |
| 46   | #777 | LMGTE Am | D'station Racing          | Aston Martin Vantage AMR | 163  |
| 47   | #47  | LMP2     | Cool Racing               | Oreca 07-Gibson          | 158  |
| 48   | #77  | LMGTE Am | Dempsey-Proton Racing     | Porsche 911 RSR-19       | 118  |
| 49   | #32  | LMP2     | Inter Europol Competition | Oreca 07-Gibson          | 117  |
| 50   | #63  | LMP2     | Prema Team                | Oreca 07-Gibson          | 113  |
| 51   | #7   | Hypercar | Toyota Gazoo Racing       | Toyota GR010 Hybrid      | 103  |
| 52   | #66  | LMGTE Am | JMW Motorsport            | Ferrari 488 GTE Evo      | 89   |
| 53   | #923 | LMP2     | Racing Team Turkey        | Oreca 07-Gibson          | 87   |
| 54   | #75  | Hypercar | Porsche Penske Motorsport | Porsche 963              | 84   |
| 55   | #72  | LMGTE Am | TF Sport                  | Aston Martin Vantage AMR | 58   |
| 56   | #83  | LMGTE Am | Richard Mille AF Corse    | Ferrari 488 GTE Evo      | 33   |
| 57   | #16  | LMGTE Am | Proton Competition        | Porsche 911 RSR-19       | 28   |
| 58   | #60  | LMGTE Am | Iron Dames                | Porsche 911 RSR-19       | 28   |
| 59   | #55  | LMGTE Am | GMB Motorsport            | Aston Martin Vantage AMR | 21   |
| 60   | #21  | LMGTE Am | AF Corse                  | Ferrari 488 GTE Evo      | 21   |
| 61   | #777 | LMP2     | Tower Motorsports         | Oreca 07-Gibson          | 19   |
| 62   | #14  | LMP2     | Nielsen Racing            | Oreca 07-Gibson          | 18   |

## Galleria d'immagini

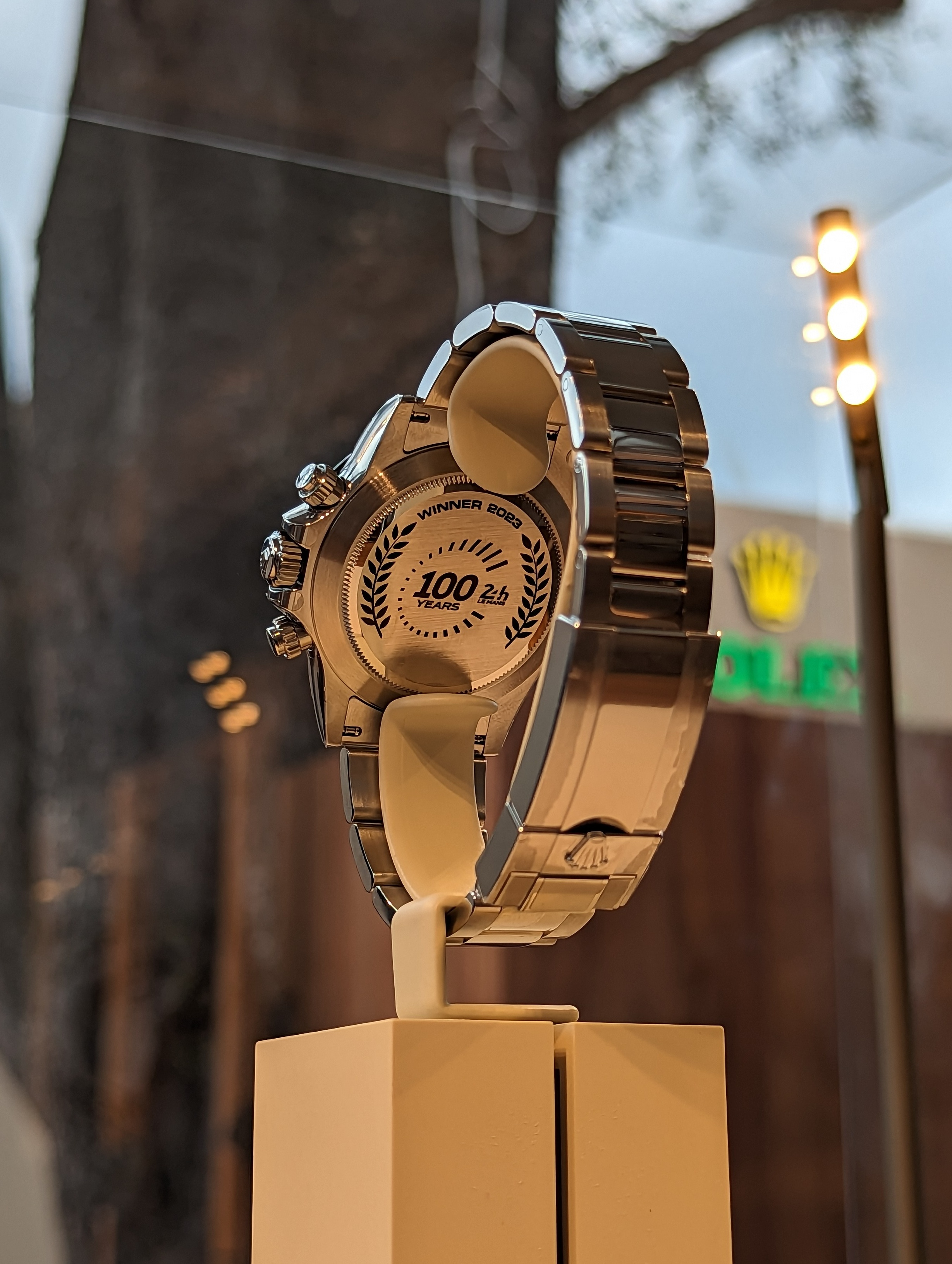
Orologio Rolex Daytona Race Winner con fondello centenario
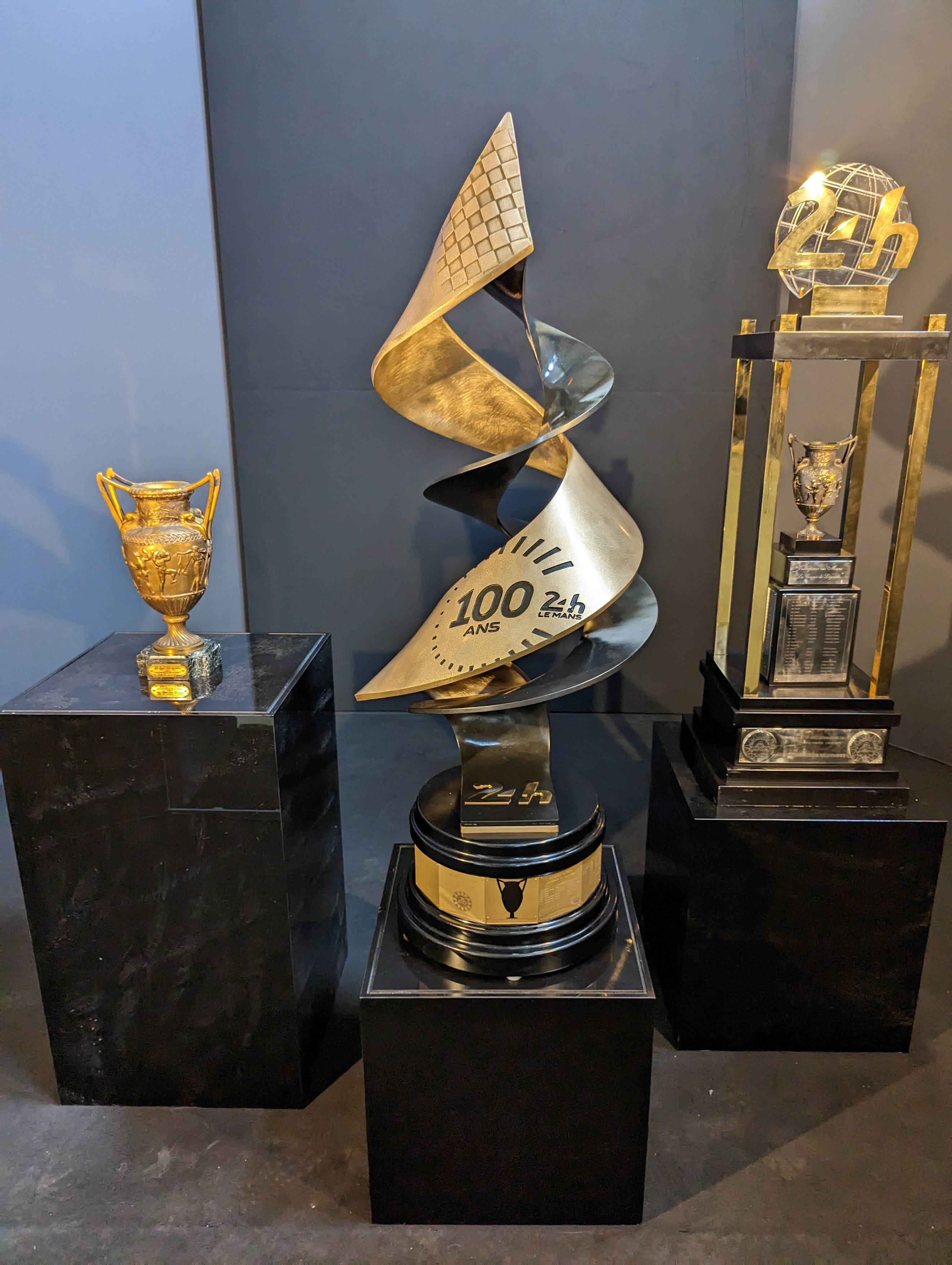
Trofeo del centenario della 24 Ore di LeMans 2023
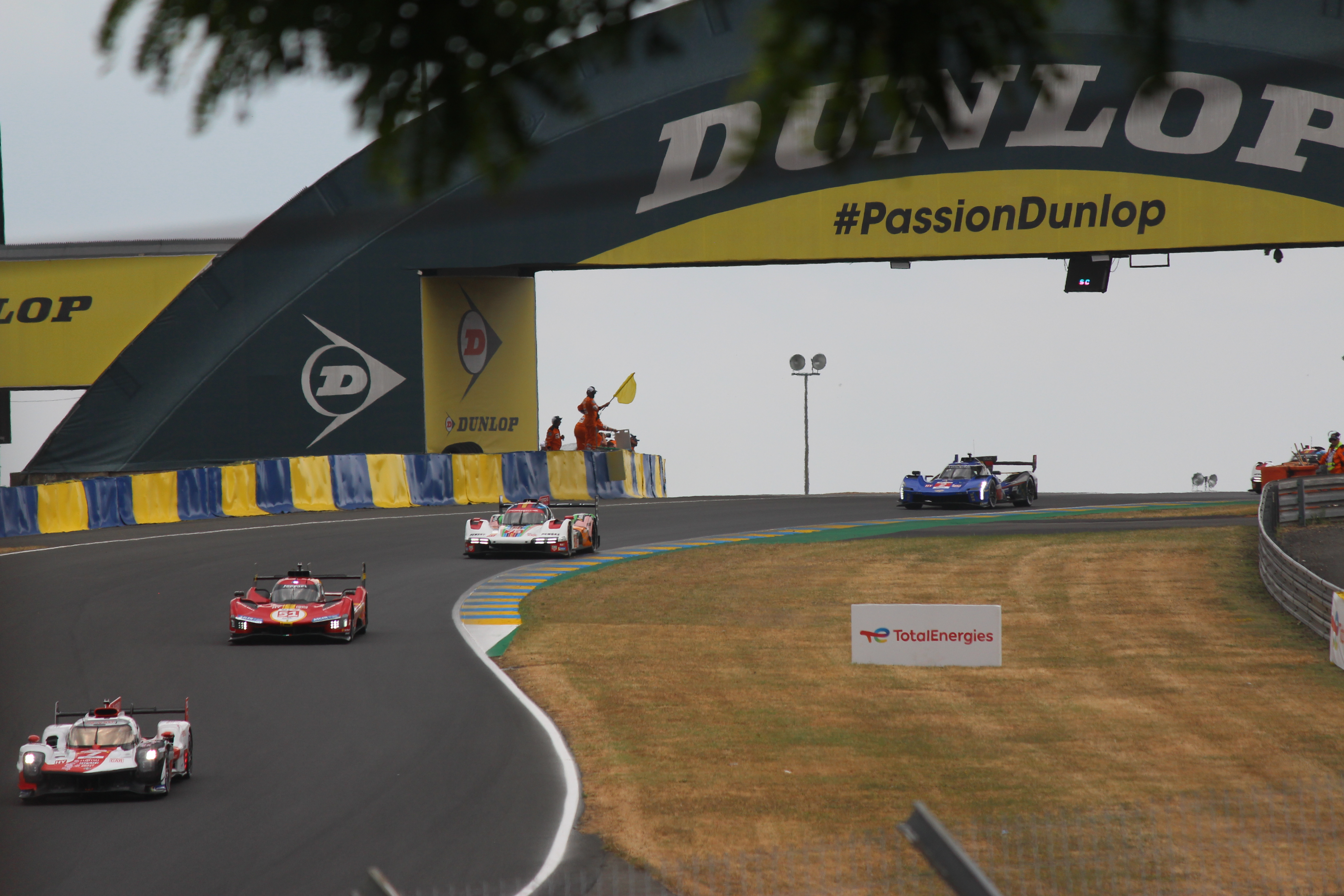
Debutto delle hypercar Ferrari, Porsche e Cadillac a LeMans
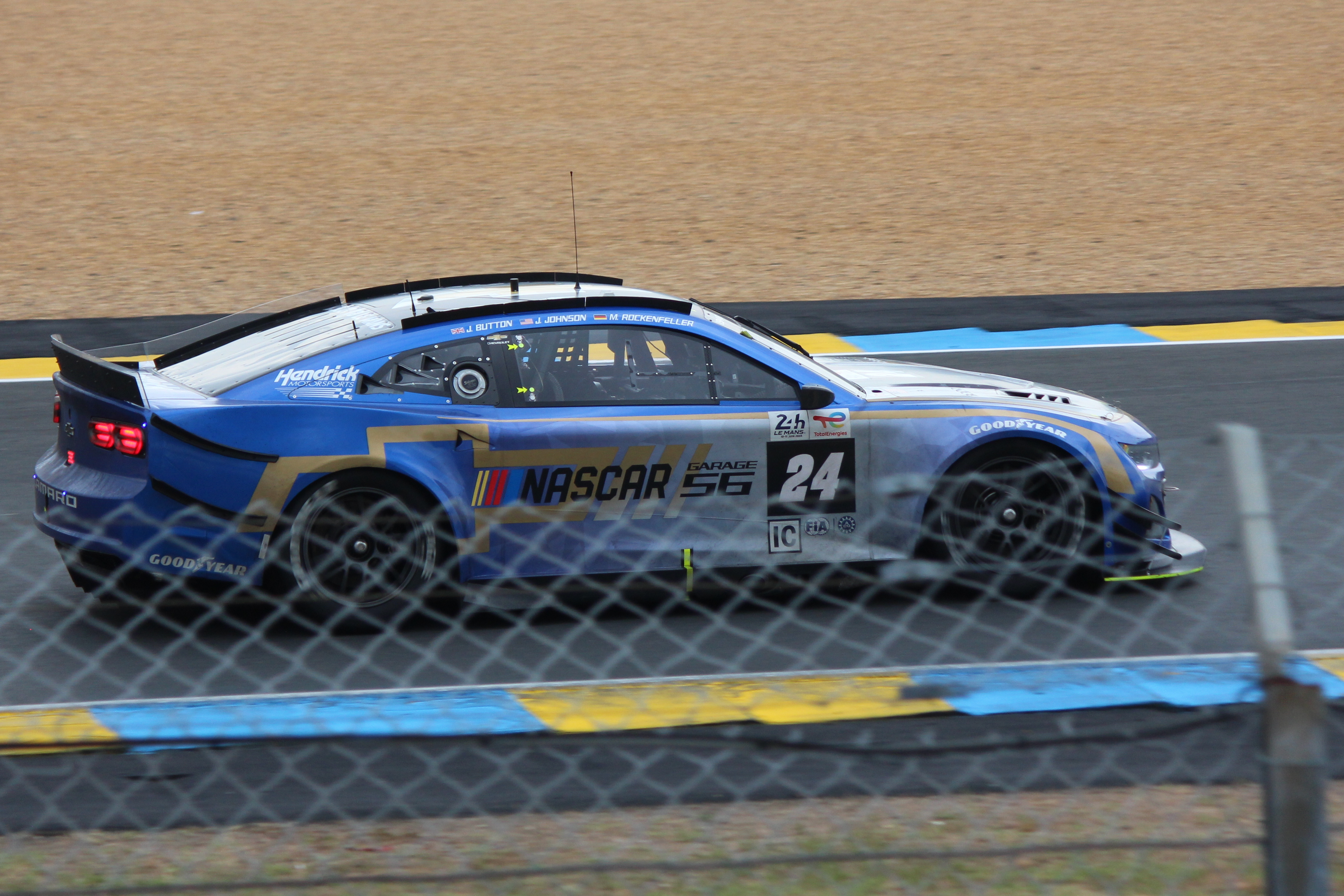
Garage 56 NASCAR a LeMans